# Astragalus xanthomeloides
Astragalus xanthomeloides är en ärtväxtart som beskrevs av Jevgenij Korovin och Mikhail Grigoríevič Popov. Astragalus xanthomeloides ingår i släktet vedlar, och familjen ärtväxter. Inga underarter finns listade i Catalogue of Life.